# Stefan Deptuszewski
Stefan Deptuszewski (ur. 2 września 1912 w Jordanowicach, zm. 9 września 1998 w Grodzisku Mazowieckim) – polski artysta fotograf. Członek Okręgu Warszawskiego Związku Polskich Artystów Fotografików. Prezes oddział Polskiego Towarzystwa Fotograficznego w Grodzisku Mazowieckim. Honorowy Fotograf Krajoznawca Polski.

## Życiorys
Początki fotografii Stefana Deptuszewskiego to praca w zakładzie fotograficznym Antoniego Herfurtha w Grodzisku Mazowieckim. W 1934 roku po raz pierwszy samodzielnie wykonał i wywołał negatywy oraz sporządził odbitki na papierze fotograficznym, korzystając z pomocy pracownika zakładu fotograficznego przy Krakowskim Przedmieściu w Warszawie (mieszkańca Grodziska Mazowieckiego). W latach 1945–1948 kierował sekcją fotograficzną działającą w ramach Stowarzyszenia Miłośników Sztuki w Grodzisku Mazowieckim. Od 1948 roku był prezesem nowo powstałego grodziskiego oddziału Polskiego Towarzystwa Fotograficznego, działającego do 1952 roku. Po II wojnie światowej współpracował z Główną Komisją Badania Zbrodni Hitlerowskich, Wydziałem Odbudowy Urzędu Wojewódzkiego w Warszawie oraz z Ministerstwem Kultury i Sztuki, sporządzając fotograficzną dokumentację zniszczeń, ruin, ekshumacji. Pokłosiem tej współpracy była pierwsza indywidualna wystawa fotograficzna Stefana Deptuszewskiego – „Warszawa w ruinach”, zaprezentowana w 1945 roku. W 1947 roku rozpoczął pracę laboranta pracowni fotograficznej, funkcjonującej w Państwowym Instytucie Badania Sztuki Ludowej w Warszawie.
W 1953 roku Stefan Deptuszewski został przyjęty w poczet członków rzeczywistych Okręgu Warszawskiego Związku Polskich Artystów Fotografików. Uprawiał przede wszystkim fotografię dokumentującą kulturę oraz sztukę ludową, obrzędowość i rękodzielnictwo, dużą część jego twórczości stanowiła fotografia zabytków i krajobrazu. Szczególne miejsce w jego twórczości zajmowała dokumentacja fotograficzna Grodziska Mazowieckiego i jego okolicy. Wielokrotnie uczestniczył (jako fotograf) w cyklicznym Międzynarodowym Konkursie Pianistycznym im. Fryderyka Chopina w Warszawie.
Fotografie Stefana Deptuszewskiego były wielokrotnie publikowane w wielu czasopismach, encyklopediach, pracach naukowych, przewodnikach, wydawnictwach – m.in. w „Polskiej Sztuce Ludowej” (w latach 1947–1990), w „Biuletynie Historii Sztuki” (w latach 1961–1990) oraz w 19 tomach „Katalogu zabytków sztuki w Polsce” (w latach 1964–1986). Stefan Deptuszewski był autorem i współautorem wielu wystaw fotograficznych; indywidualnych oraz zbiorowych. Dzięki stypendium ufundowanym przez Fundację Kościuszkowską w Nowym Jorku – sporządził dokumentację fotograficzną z podróży do wielu krajów Europy i świata.
W 1994 roku został laureatem Nagrody im. Oskara Kolberga – za upowszechnianie kultury ludowej. W dniu 29 maja 1996 roku został „Honorowym Obywatelem Miasta Grodziska Mazowieckiego”. Stefan Deptuszewski zmarł 9 września 1998 roku, pochowany na Cmentarzu parafialnym w Grodzisku Mazowieckim.
Fotografie Stefana Deptuszewskiego znajdują się w zbiorach Ministerstwa Spraw Zagranicznych, Towarzystwa Naukowego Płockiego, Muzeum Niepodległości w Warszawie, Fundacji Kościuszkowskiej w Nowym Jorku oraz Fundacji Chain.

## Wystawy indywidualne
- „Kultura ludowa na Śląsku”
- „Tradycje kultury ludowej w Polsce”
- „Warszawa 1944–1979”
- „Międzynarodowe Konkursy Chopinowskie”
- „Jugosławia”
- „Notatnik Jugosłowiański”

Źródło

## Odznaczenia
- Złoty Krzyż Zasługi (1974)
- Krzyż Kawalerski Orderu Odrodzenia Polski (1983)
- Krzyż Armii Krajowej (1994)
- Złota Honorowa Odznaka PTTK[4]

Źródło